# Holy Wars... The Punishment Due
«Holy Wars... The Punishment Due» -en español: «Guerras santas... El castigo debido» es la canción de apertura y sencillo del álbum de estudio titulado Rust in Peace del grupo musical Megadeth.
La canción tiene una estructura inusual: se abre con una sección rápida de thrash, cambiando a los 2:26 después de un puente acústico de Marty Friedman a una sección diferente, más lenta y pesada llamada «The Punishment Due», intercalada por dos solos de guitarra tocados por Friedman, antes de acelerar de nuevo con un tercer y último solo tocado durante este segmento por Dave Mustaine. La canción completa se conoce comúnmente como «Holy Wars», y «The Punishment Due» se refiere a la sección más pesada y lenta. 
La letra trata del conflicto religioso mundial, en particular en Israel e Irlanda del Norte. En una entrevista con la revista británica Guitarist, Dave Mustaine dijo que se inspiró para escribir la canción en Irlanda del Norte, cuando descubrió que se vendían camisetas de Megadeth falsificadas y se le disuadió de emprender acciones para que las retiraran alegando que formaban parte de actividades de recaudación de fondos para "La causa" (es decir, el Ejército Republicano Irlandés Provisional). «The Punishment Due» se basa en el popular personaje de cómic de Marvel, The Punisher. 
En el juego, Rock Revolution, se puede tocar una versión de la canción. El master original se puede comprar como parte del paquete de álbumes Rust in Peace para jugar en el juego Rock Band, se puede jugar en el juego Guitar Hero: Warriors of Rock, y está disponible como DLC para Rocksmith 2014.

## Vídeo musical
El vídeo musical de la canción fue filmado en agosto de 1990 (alrededor de la época de la Guerra del Golfo). Muestra imágenes de noticias de varios conflictos armados, principalmente de Oriente Medio, intercaladas con imágenes del grupo musical interpretando la canción.

## Lista de canciones
Edición de 7 pulgadas
1. «Holy Wars... The Punishment Due»
2. «Lucretia»

Edición de 12 pulgadas
1. «Holy Wars... The Punishment Due»
2. «Lucretia»
3. «Entrevista a Dave Mustaine» (editada)

Edición de CD
1. «Holy Wars... The Punishment Due»
2. «Lucretia»
3. «Entrevista a Dave Mustaine» (editada)

- Capitol Records DPRO-79462

## Personal
- Dave Mustaine: Voz principal, guitarra rítmica y principal.
- David Ellefson: bajo y coros.
- Nick Menza: batería y percusión.
- Marty Friedman: guitarra solista.

## Posicionamiento en listas
| Listas (1990)                            | Mejor Posición |
| ---------------------------------------- | -------------- |
| European Hot 100 Singles (Music & Media) | 61             |
| Finlandia (The Official Finnish Charts)  | 10             |
| Irlanda (IRMA)                           | 12             |
| UK Singles (OCC)                         | 24             |